# Onthophagus kindianus
Onthophagus kindianus är en skalbaggsart som beskrevs av Frey 1953. Onthophagus kindianus ingår i släktet Onthophagus och familjen bladhorningar. Inga underarter finns listade i Catalogue of Life.